# Daltry Calhoun
Daltry Calhoun – amerykański komediodramat z 2005 roku. Reżyserem i autorem scenariusza jest Katrina Holden Bronson.

## Obsada
- Johnny Knoxville – Daltry Calhoun
- Elizabeth Banks – May
- Beth Grant – Dee
- Juliette Lewis – Flora

## Fabuła
Bohater filmu – Daltry – porzuca dotychczasowe życie, wyprowadza się od żony i córki. Zakłada dobrze prosperującą firmę i staje się milionerem. Po kilkunastu latach zjawia się jego żona – May – z córką. W życiu Daltry’ego zanosi się na rewolucję, gdyż kobieta jest śmiertelnie chora.